# Herren von Wallbrunn

Stammwappen derer von Wallbrunn

Die Herren von Wallbrunn (urkundlich zunächst auch als Herren von Ramstadt) gehören zum hessischen und rheinischen Uradel und hatten ihr Stammhaus in Nieder-Ramstadt bei Darmstadt. Jahrhundertelang waren sie ein niederes Ministerialengeschlecht im Dienste der Herren von Dornberg und der Grafen von Katzenelnbogen. Von 1440 bis 1722 war ihr Herrschaftssitz die Burg Ernsthofen (später Schloss Ernsthofen) im heutigen Modautal. Hans IV. von Wallbrunn stieg zunächst in den Diensten der Grafen von Katzenelnbogen, später der Landgrafen von Hessen auf. Die Wallbrunner waren maßgeblich für die Verwüstung der Reichsstadt Friedberg in der Wetterau im Jahre 1447 mitverantwortlich.

## Ersterwähnung
Das Geschlecht erscheint erstmals 1190 mit Cunradus de Ramestat, Zeuge für das Wormser St.-Andreas-Stift. Derselbe erscheint 1194 ein weiteres Mal. 1222 wird ein Hinricus de Ramestat erwähnt. Im Jahr 1280 wurden die von Wallbrunn durch Eberhard von Katzenelnbogen mit einem Forstamt in Klappach (nahe Bessungen) belehnt. Die sichere Stammreihe beginnt mit dem Wäppner und Mitherren auf Nieder Ramstadt Gotzo von Ramstadt (1355 †), dessen Sohn Hermann Wallbrunn genannt von Ramstadt (urkundlich 1354) mit dem späteren Familiennamen auftritt.

## Die Linie der Herren von Wallbrunn zu Ernsthofen

### Hans IV. von Wallbrunn
Hans IV. von Wallbrunn (* vor 1410; † 6. August 1484) war Begründer der eigenen Herrschaft der Herren von Wallbrunn in Ernsthofen.
Wie und ob die in Ernsthofen 1444/55 Hans Walbrun gen(annt) Gans (möglicherweise Hans IV.) und
1463 Conrad Gans von Wallbrun gen(annt) Sorge und 1545 Wilhelm Gans gen(annt) Walbrun zu den Wallbrunnern zu zählen sind, ist ungeklärt. Möglicherweise besteht eine Verbindung zur niederadligen Familie der Gans von Otzberg. Zu bemerken ist, dass die Beinamen der Adligen zur Familienidentifikation in jener Zeit noch nicht gefestigt waren und je nach Wohn- und Besitzort wechseln und selbst ortsunabhängige Beinamen nicht immer familientypisch vorkommen.

#### Beruflicher Aufstieg
Sein Vater war Burgmann auf verschiedenen Katzenelnbogischen Burgen sowie auf der Burg Friedberg in der Wetterau. Die Burgmannen von Friedberg lebten in ständiger Spannung mit der Stadt Friedberg. Im Sommer 1435 begleitete Hans IV. seinen Vater auf einem Zug gegen die Herren von Frankenstein. Der Zug wurde unterwegs überfallen, der Vater von Hans IV. und einige seiner Vettern wurden erschlagen. Auf dem im August 1435 folgenden Schiedstag in Frankfurt am Main bezichtigte Hans IV. die Stadt Friedberg des Anschlages und behauptete, in dem Anführer der Wegelagerer den Friedberger Stadthauptmann erkannt zu haben. Die Friedberger bestritten ihre Schuld und verlangten eine Untersuchung durch ein kaiserliches oder kurfürstliches Gericht. Hans IV. lehnte das ab und erklärte die Stadt Friedberg noch auf dem Frankfurter Schiedstag zum Feind.
Ein Jahr später, im August 1436, trieben Frankfurter Söldner Hans von Wallbrunn und seine Helfer unter dem Vorwand, sie hätten ihn nicht erkannt, in die Burg Vilbel. Dort wurde er festgesetzt und kam erst wieder frei, nachdem sich Graf Johann IV. von Katzenelnbogen für ihn eingesetzt hatte. Vermutlich war Hans seinem Vater in die katzenelnbogischen Ämter gefolgt. Johann IV., Sohn Diethers VIII. von Katzenelnbogen, hatte 1402 durch Heirat die jüngere und ältere Linie der Grafschaft Katzenelnbogen wieder vereint und war somit neben den Besitztümern im nahe gelegenen Reinheim Herrscher über das gesamte Katzenelnbogische Herrschaftsgebiet, das bis nach St. Goar reichte. Bereits 1439 wurde Hans IV. gräflicher Amtmann in Auerbach.

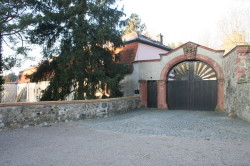
Schloss Ernsthofen heute. Es ist in Privatbesitz und kann nicht besichtigt werden

#### Aufbau einer eigenen Herrschaft
Mit seinem beruflichen Aufstieg mehrte Hans IV. auch seinen persönlichen Besitz. Um 1440 kaufte er mit Einwilligung des Lehnsherren Konrad von Bickenbach die Burg und das Dorf Ernsthofen  von Weiprecht und Konrad Rabenholt und begründete damit eine eigene Herrschaft. 1444 verkaufte Philipp Rabenhold von Tannenberg seinen Teil des Dorfes Hoxhohl an Hans IV. und dessen erste Frau, Adelheid vom Hofe zu Limburg, und 1445 kauften die Eheleute Wallbrunn den Kucheschen Hof in Nieder-Modau.

#### Verwüstung von Friedberg
Die Fehde gegen die Stadt Friedberg hielt an. Im Jahr 1444 sind weitere Kampfhandlungen mit Friedberg verzeichnet, die 1447 ihren Höhepunkt fanden: Hans von Wallbrunn und seine Knechte drangen in der Nacht vom 10. Dezember 1447 unbemerkt in die Stadt ein und legten an mehreren Stellen gleichzeitig Feuer. Dabei sollen sie von einem Helfer namens Gärtner Hen unterstützt worden sein. Dieffenbach schreibt über ihn und diese Nacht:
„Sonntags Nacht nach unserer Frauen Tag streute er an verschiedenen Orten ‚gepulverte Wicken‘ aus, die hier und da, besonders bei den Augustinern zündeten und endlich eine solche Feuersbrunst herbeiführten, daß dadurch an 700 Gebäude eingeäschert worden sein sollen. Nachdem er die Tat begangen, rettete er sich an einem Knebel über die See-Mauer“
Auch wenn die Zahl von 700 Gebäuden sicher übertrieben ist, hat sich Friedberg von dem Feuer jahrelang nicht erholt.

#### Aufstieg zum Amtmann und Rat

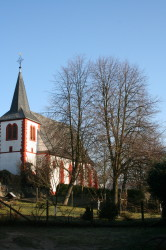
Kirche von Ernsthofen

Die Streitigkeiten und Fehden führten zu gesteigertem Ansehen und politischen Einfluss von Hans IV. Er wurde zum Ratgeber und Vertrauten des Grafen Philipp I., dem Älteren, Sohn Johanns IV., und nahm höchste Staatsämter ein, die denen des späteren Oberamtmanns der Obergrafschaft Katzenelnbogen entsprachen. Als höchster Beamter der Obergrafschaft war er häufig auf Reisen, um auf Schiedstagen Streitigkeiten des Adels zu schlichten. Wiederholt war er Zeuge für Philipp I. (z. B. als dieser seinem Sohn Philipp dem Jüngeren am 14. Juni 1449 einige Städte und Dörfer zur eigenen Hofhaltung überließ). Bereits in dieser Urkunde wird Hans als Amtmann geführt.

#### Ausdehnung des Herrschaftsgebiets
Um 1453 belehnte Graf Philipp der Ältere von Katzenelnbogen Hans IV. von Wallbrunn mit dem Dorf Klein-Bieberau. Da Klein-Bieberau zu den Dörfern gehörte, die Philipp der Ältere seinem Sohn Philipp 1449 zur eigenen Hofhaltung überlassen hatte, ist wahrscheinlich, dass Hans von Wallbrunn nach dem Tod Philipps des Jüngeren mit Klein-Bieberau belehnt wurde. 1459 kaufte Hans IV. von Henne von Buches die Hälfte der Vogtei und des Landgerichts zu Asbach. 1461 lieh Hans IV. dem Mainzer Erzbischof 1200 Gulden und 1463 nochmals 1600 Gulden, wofür er jährlich 80 Gulden Zinsen erhalten sollte. Außerdem dehnte er seine Besitztümer im Hessischen Ried aus. Kaufverträge über Höfe, Güter und Kirchensätze in Gernsheim, Bickenbach, Biebesheim, Biblis, Goddelau, Pfungstadt, Zwingenberg, Eschollbrücken, Eich, Hahn (beide heute Stadtteile von Pfungstadt), Griesheim und Eberstadt, sind für die Jahre 1446–1483 zu finden.
Gleichzeitig entwickelt sich das Gebiet um den Otzberg zu einem weiteren Schwerpunkt seines Hof- und Grundbesitzes. Schon 1450 erwarb er in Nieder-Klingen den ehemaligen Rabenholdschen Hof. Ab 1470 war er im Besitz von sechs Höfen in Nieder-Klingen, zwei Höfen in Ober-Klingen, einem Gütchen in Lengfeld, einem Mühlenzins und einem Drittel eines Hofes in Wiebelsbach, Burglehen zu Otzberg sowie Grundbesitz in Hering und Hassenroth. Dieser Grundbesitz war fuldisches (bzw. pfälzisches) Lehen des Hammann Waltmann, der dieses an Hans von Wallbrunn veräußert hatte. Nach dem kinderlosen Tod Waltmanns um 1477 belehnte Pfalzgraf Friedrich damit Hans IV.
Von 1470 bis 1473 ist eine Fehde zwischen Hans von Wallbrunn und Graf Wilhelm I. zu Breuberg (Graf von Wertheim der jüngeren Linie) und ein Rechtstag zur Beilegung vor dem Hofgericht des Pfalzgrafen urkundlich belegt. In den Urkunden ist auch das Lied vom falschen Hans durch den Schreiber Niclaus Haas verzeichnet.

#### Das Ende der Katzenelnbogener
Der steile Aufstieg von Hans IV. von Wallbrunn war eng mit Philipp I. dem Älteren verbunden. Als dieser 1470 seinem Schwiegersohn, Landgraf Heinrich III. von Hessen, der 1458 Philipps Tochter Anna geheiratet hatte, die Obergrafschaft übertrug, und als Philipp I. 1479 starb, tat dies der Stellung von Hans IV. keinen Abbruch. Nach dem Tod Philipps bestätigte Landgraf Heinrich III. von Hessen Hans IV. von Wallbrunn als Amtmann in Butzbach und Ziegenberg. Der treuen Dienste wegen, die Hans von Wallbrunn auch ihm geleistet habe, versprach er, ihn auf Lebenszeit in dieser Amtmannschaft zu belassen. Nach dem Tode Hans von Wallbrunns sollten diese Ämter auch einem seiner Söhne verbleiben, falls er diesen urkundlich bezeichnen würde.

#### Frauen und Kinder
Hans IV. war dreimal verheiratet und hatte insgesamt 26 Kinder. Mit seiner ersten Ehefrau, Adelheid vom Hofe (von Limburg) († 1450), die er 1437 heiratete, hatte er zwölf Kinder: drei Söhne und neun Töchter. Nachdem Adelheid um 1450 gestorben war, heiratete er 1451 Margarethe von Bellersheim († 1453), mit der er bis 1453 verheiratet war. Diese Ehe blieb kinderlos. In dritter Ehe war er ab 1454 mit Lucia von Reifenberg († 22. Januar 1482) verheiratet, mit der er vierzehn Kinder hatte. Drei Kinder, die im frühen Kindesalter verstarben, sechs Töchter, von denen vier in Klöster eintraten, und fünf Söhne. Die Eheschließung mit Lucia am 25. Dezember 1454 brachte Hans IV. das Haus und den elterlichen Garten Burg Reifenberg in Zwingenberg als Heiratsgut und Wittum seiner Frau ein. Außerdem sicherte es ihm die Benutzung der Burg Reifenberg im Kriegsfall zu. Seine letzten Lebensjahre verbrachte Hans IV. in diesem Haus in Zwingenberg, wo er am 6. August 1484 verstarb.

### Hans V.
Hans V. von Wallbrunn (genannt der Ritter) (* um 1438; † 9. Oktober 1498) war der älteste Sohn aus der ersten Ehe von Hans IV. Er wurde von seinem Vater in dessen Testament als Familienoberhaupt bestimmt und erhielt den Hauptteil des Familienbesitzes und der Lehen.

#### Werdegang
Ab 1461 diente er Kurfürst Friedrich I. als Burggraf von Alzey und führte hier u. a. 1462 die Streitmacht des Oberamts Alzey während der Mainzer Stiftsfehde in der siegreichen Schlacht bei Seckenheim (nahe Mannheim). Kurfürst Friedrich kämpfte damals auf der Seite des von der römischen Kurie abgesetzten Mainzer Erzbischofs Dieter von Isenburg gegen dessen Nachfolger Adolf von Nassau. Noch vor dieser Schlacht hatte Hans V. von Kurfürst Friedrich I. den Ritterschlag erhalten.
Ab 1473 ist Hans V. als Burgmann der Reichsburg Friedberg nachweisbar. 1476 wurde Hans V. zu einem der adligen Mitglieder des Hofgerichts berufen, das Friedrich I. 1472 zur Schlichtung von Streitfällen unter der kurpfälzischen Ritterschaft eingerichtet hatte.
Nach dem Tod seines Vaters ist Hans V. von 1487–1493 als Ritter des kurpfälzischen Rates zu Oppenheim bezeugt und wurde 1491 Burggraf zu Starkenburg und damit militärischer Befehlshaber des 1461 von Erzbischof Dieter von Mainz an Kurpfalz verpfändeten Oberamts Starkenburg. 1493 bis 1498 war Hans V. auch Amtmann des pfälzischen Amtes Otzberg. Die Otzberger Amtsleute waren verpflichtet, auf der dortigen Burg ihren Wohnsitz zu nehmen.

#### Brudermord
Die jüngeren Söhne aus der dritten Ehe von Hans IV., Rheinhart († 1596), Wilhelm II. (* zw. 1484 und 1508; † Dezember 1525) und Kuno († 1522), glaubten durch das Testament von Hans IV. von 1484 benachteiligt zu sein und verlangten von ihrem Halbbruder Hans V. eine gerechtere Aufteilung des Erbes. 1492 versuchten die Brüder ihren Streit mit einem Vergleich beizulegen. Anstelle des weitgehenden Alleinerbes von Hans V. sollte eine Teilung der Erbschaft zwischen den Brüdern treten. Tatsächlich trafen sich die streitenden Parteien in Worms und schlossen im Beisein von Freunden einen Vertrag.
Doch der Wormser Erbvergleich erwies sich schon bald als untaugliches Instrument, die Unzufriedenheit der jüngeren Brüder abzubauen. Insbesondere Hans der Jüngere glaubte sich in unzumutbarer Weise von seinem ältesten Bruder bevormundet und in seinem Erbe geschmälert. Als Hans V. dann am 10. Oktober 1498 mit seiner Frau Agnes von Karben, seinen Söhnen und Töchtern, und in Begleitung aller ihrer Diener von einer Messe in Ernsthofen zurückkamen, trat ihm Hans der Jüngere aus dem halb geöffneten Burgtor mit einer angespannten Armbrust entgegen, legte auf der Zugbrücke auf den Bruder an und schoss ihm einen Bolzen in den Kopf.
Nach der Tat flüchtete Hans d. J. mit einem Knecht und hielt sich jahrelang in Zwingenberg, dem Wohnsitz seines Bruders Wilhelm, auf Burg Reifenberg und in anderen Orten verborgen. Die beiden Söhne des Ermordeten, Hans VII. und Philipp von Wallbrunn zögerten nicht, den Mord an ihrem Vater vor das kaiserliche Kammergericht zu bringen. Das Kammergericht nahm sich der Sache an und beauftragte Wilhelm von Neipperg, Burggraf von Starkenburg, und Ludwig zum Paradies, Schultheiß zu Frankfurt, den Prozess vorzubereiten, die von den Klägern benannten Zeugen vorzuladen und zu verhören und die Vernehmungsprotokolle dem kaiserlichen Gericht zugehen zu lassen.
Heinrich Schumacher von Heppenheim, ein vom Kammergericht vereidigter Gerichtsbote sollte derweil im Auftrag des Gerichts den Flüchtigen aufspüren und ihm eine Ladung zu einem Gerichtstermin in Bensheim zustellen. Hans der Jüngere von Wallbrunn versuchte, das Zustandekommen eines ordentlichen Prozesses zu verhindern, denn solange es kein rechtskräftiges Urteil gab und er der Tat nicht überführt war, konnte er sich weiter überall frei bewegen. Daher scheiterten zunächst auch alle Ladungsversuche von Heinrich Schumacher.
Dennoch fand am 31. Dezember 1501 (also mehr als drei Jahre nach dem Mord) im Wirtshaus Zum Ysenlöffel in Bensheim in der oberen großen Stube in Abwesenheit des Angeklagten die Vernehmung der acht geladenen Zeugen statt. Alle dokumentierten Aussagen bezeugen die Schuld von Hans d. J. Auch wenn das Gerichtsurteil nicht mehr verfügbar ist, kann davon ausgegangen werden, dass das Gericht in seinem Urteil um 1503 die härteste Strafe für das Verbrechen, die Reichsacht, ausgesprochen hat. Hans der Jüngere wurde damit fried- und rechtlos. Er wurde vogelfrei und konnte von jedermann bußlos getötet werden. Um den Jahreswechsel 1507/1508 wird Hans d. J. dann von seinem Neffen, Hans VII. von Wallbrunn, Sohn des 1498 ermordeten Hans V., erschlagen. Hans VII. soll versucht haben, seinen Onkel gefangen zu nehmen, dabei jedoch auf erhebliche Gegenwehr gestoßen sein.
Der Bruder des Erschlagenen, Wilhelm, ließ daraufhin den Diener Hans Eichborn, der für die Sicherheit von Hans der Jüngere zuständig war, gefangen nehmen und nach Zwingenberg verschleppen. Dort wurde er zu Tode gefoltert.

### Streitigkeiten mit Hessen
Landgraf Wilhelm von Hessen erteilte als Reaktion darauf die Weisung, gegen den Ritter Wilhelm vorzugehen. Wilhelm wurde mehrfach gefangen genommen, konnte sich aber immer wieder aus der Haft befreien. Landgraf Wilhelm II. entzog sodann Wilhelm II. von Wallbrunn alle hessischen Lehen und unterstellte sie hessischer Verwaltung. Bereits am 11. Juli 1509 starb Landgraf Wilhelm II. von Hessen. Seine Witwe Anna von Mecklenburg konnte ihre Rechte als Regentin jedoch erst 1514 durchsetzen. Bis zur Volljährigkeit ihres Sohnes Philipp übte sie nunmehr die Regentschaft aus. Diese inneren Probleme der hessischen Regierung bewahrten Wilhelm II. zunächst von weiterer Strafverfolgung. Als Franz von Sickingen im Spätsommer des Jahres 1518 dem jungen Landgrafen Philipp von Hessen Fehde ansagte, schloss sich Wilhelm II. dem Sickingschen Heer an.
Franz von Sickingen zog mit seinem 10.000 Mann starken Heer von Worms über Gernsheim nach Darmstadt und schloss um die Stadt einen festen Belagerungsring. Darmstadt wurde heftig beschossen. Der Sturm der Stadt stand unmittelbar bevor. Unter Vermittlung des Markgrafen von Baden kam daraufhin ein Friedensvertrag zustande, der Philipp von Hessen dazu verpflichtete, 35.000 Gulden als Kriegsentschädigung an Sickingen zu zahlen und alle Ansprüche der Bundesgenossen des Ritters zu erfüllen.
Aufgrund dieses Friedensvertrages erlangte auch Wilhelm II. von Wallbrunn kurzzeitig seine Lehen zurück. Doch Landgraf Philipp lehnte es später ab, diese Punkte des Friedensvertrages zu erfüllen, die den aufsässigen hessischen Lehnsadel zufriedenstellen sollten. Zwar verlangte Sickingen nachdrücklich die Erfüllung des Vertrages und drohte, „er werde bald die alten Herbergen wieder aufsuchen“. Doch Landgraf Philipp war inzwischen dem Schwäbischen Bund beigetreten, so dass es Sickingen nicht wagte, seine Drohung in die Tat umzusetzen. Stattdessen kündigte Georg von Bischofferode, Burgmann der hessischen Festung Spangenberg wohl im Auftrag oder mit Billigung von Philipp von Hessen Wilhelm II. von Wallbrunn 1520 die Fehde an und vertrieb ihn von seinen Gütern in Zwingenberg, die daraufhin an Landgraf Philipp gingen.
Hans VII. war bereits am 18. Mai 1518, sieben Jahre vor seinem Onkel Wilhelm II., verstorben, und Landgraf Philipp hatte seinen ältesten Sohn, Hans VIII., mit der Hälfte von Ernsthofen belehnt. Hans VIII. von Wallbrunn bemühte sich nach dem Tod von Wilhelm II. zwanzig Jahre um die Aufhebung der Beschlagnahmung des früheren Besitzes von Wilhelm II. (siehe oben). Die daraus entstandenen Streitigkeiten führten u. a. dazu, dass 1542 die ganze Gemeinde Ernsthofen zur „Zeugenaussage und Kundschaft“ nach Darmstadt kommen musste, weil die von Wallbrunn mit dem hessischen Amtmann Hans Münch von Buseck „Streithändel“ hatten. Während ihrer Abwesenheit in der Walpurgisnacht 1542 brach in Ernsthofen ein verheerendes Feuer aus, das nur vier Höfe verschont haben soll.
Erst 1545 gab Philipp von Hessen die beschlagnahmten Lehen an die Wallbrunner zurück. Allerdings mit Auflagen. So erkannten die Wallbrunner die landgräfliche Oberhoheit an und mussten die Zugehörigkeit zum Zentgericht Ober-Ramstadt akzeptieren. Außerdem konnte der Landgraf, oder ein in seinem Auftrag handelnder Amtmann, jederzeit Einlass in die Burg Ernsthofen verlangen, dort übernachten oder auch längere Zeit wohnen. Das Herrichten der Verteidigungsanlagen hatte im Namen und zum Schutz des Landgrafen zu erfolgen. Ihr Einsatz gegen die Absichten des Landesherren bedeutete Treuebruch.

#### Die Festnahme der Familie Wallbrunn in Nieder-Modau, Weihnachten 1550
Als Hans VIII. am 15. Mai 1547 starb, wurde sein ältester Sohn Eberhard (* 1527; † 1552) Oberhaupt der Familie. Eberhard hatte 14 Geschwister: acht Brüder und sechs Schwestern. Von ihm und seinen Zwillingsbrüdern sind mehrere Gewalt- und Willkürakte überliefert. So soll Hans Adolf von Wallbrunn 1549 eine Hasenjagd in Neutsch abgehalten und verlangt haben, dass ihm die Bauern als Treiber behilflich seien. Als der Bauer Mink nachfragte, aufgrund welchen Rechts er von den Neutscher Bauern Jagdfronden verlangte, schlug Hans Adolf mit einem Jagdspieß nach Mink und ließ ihn in Ernsthofen einsperren. Die Angehörigen Minks beklagten sich darüber beim Lichtenberger Amtmann Burkhard von Heringshausen. Dieser verlangte die Freilassung von Mink, was Hans Adolf jedoch verweigerte.
In Hoxhol wurde bei einer Schlägerei ein Hufschmidt durch die von Wallbrunn verletzt und wandte sich an das Zentgericht in Ober-Ramstadt. Doch die Wallbrunner erklärten das Zentgericht – entgegen den Auflagen für die Rückgabe des Lehens 1545 – für nicht zuständig, nahmen den Schmidt gefangen und setzten ihn in Ernsthofen fest. Vergeblich zog der Lichtenberger Amtmann mit Bewaffneten vor das Schloss Ernsthofen, um die Freilassung zu erzwingen. Zur Vergeltung nahm er stattdessen den wallbrunnischen Schultheißen und den Müller von Ernsthofen gefangen und setzte sie in Schloss Lichtenberg fest.
1550 hatte sich ein wallbrunnscher Müller aus Hoxhohl eine Mühle in Reinheim gekauft und wollte dorthin ziehen, doch Eberhard von Wallbrunn verweigerte ihm den Wegzug. Als der Müller heimlich nach Reinheim fahren wollte, wurde sein Zug angehalten, als Beute mit nach Schloss Ernsthofen genommen und der Müller festgesetzt. Wieder forderte der Lichtenberger Amtmann die Freilassung und ließ diesmal im Gegenzug die wallbrunnschen Schafherden pfänden und nach Schloss Lichtenberg bringen.
Auf den Weihnachtstag des Jahres 1550 wird die Gefangennahme der Brüder Hans Adolf und Hans Philipp von Wallbrunn in Nieder-Modau datiert. Ihre Mutter soll „vom alten Hornbeck“, einem Bauern aus Nieder-Modau, gebeten worden sein, am Weihnachtstag ein Kind zur Taufe zu heben. Elisabeth von Wallbrunn soll eingewilligt haben und gemeinsam mit ihren beiden Söhnen, ihrer Tochter Maria und einem Diener den Gottesdienst in Nieder-Modau besucht haben.
Der Lichtenberger Amtmann Heringshausen hatte von dem Vorhaben erfahren und nahm die gesamte Familie, die zur Kirche gekommen war, nach der Taufe, mit Hilfe der Zentmannschaft des Ober-Ramstädter Zentgrafen fest und ließ sie in ein Nieder-Modauer Bauernhaus einsperren. Ursprünglich sollten die beiden wallbrunner Brüder nach Kassel gebracht werden, was jedoch u. a. an der Intervention der Schwester ihrer Mutter, Helena von Frankenstein, scheiterte. Stattdessen wurden sie nach drei Tagen Arrest in dem Nieder-Modauer Bauernhaus nach Reinheim gebracht und dort verhört. Sie kamen erst auf Drängen ihres Bruders, Hans Eberhard von Wallbrunn wieder frei, nachdem sie gelobt hatten, vor landgräflichen Räten die anstehenden Streitfälle gerichtlich klären zu lassen.
Wieder in Freiheit strengten nun Hans Eberhard, Elisabeth Hans Adolf und Hans Philipp von Wallbrunn ihrerseits den Prozess gegen den Amtmann von Heringshausen vor dem Reichskammergericht an. Das Urteil versuchte beiden Seiten gerecht zu werden. Beide Seiten sollten weitere Übergriffe unterlassen.

### Hans Adolf von Wallbrunn
Hans Adolfs Brüder Eberhard und Philipp nahmen an der fehlgeschlagenen Belagerung von Metz (1552) durch das Heer Kaiser Karl V. teil. Hans Eberhard von Wallbrunn starb dort im Feldlager. Philipp, der Zwillingsbruder von Hans Adolf, wurde 1558 von seinem früheren Diener erschossen. Er war mit dem Diener in Metz in Streit geraten, weshalb dieser Fahnenflucht begangen hatte. Philipp traf den Diener 1558 jedoch in den Diensten von Philipp von Frankenstein (Onkel von Philipp von Wallbrunn) wieder. Als später der jetzige Diener von Philipp von Wallbrunn mit dem früheren Diener zusammentraf, kam es zum Streit, in dem Philipp von Wallbrunn erschossen wurde.
Hans Adolf von Wallbrunn (* 1529; † 12. Januar 1569) spürte den Täter kurze Zeit später in Frankenstein auf und überstellte ihn dem Zentgrafen von Pfungstadt zur schnellen Aburteilung. Doch es kam nie zum Prozess, weil die Wallbrunner nie zu einer Zeugenaussage erschienen. Stattdessen wurde Hans Adolf von Wallbrunn durch seine Gewalttaten immer berüchtigter. Er warf seine Mutter Elisabeth und seine Schwester Sibylla gewaltsam aus dem Schloss. Beide lebten fortan im Burgmannenhaus der Familie in Zwingenberg. Zahlreiche Übergriffe gegen die Bewohner der Gemeinden Ernsthofen, Klein-Bieberau, Neutsch und Hoxhohl sind überliefert. Wenn diese beim Amtmann zu Lichtenberg Unterstützung suchten, fiel er mit seinen Knechten bewaffnet in die Dörfer ein, nahm ihnen das Vieh weg, ließ es abschlachten und steckte die Einnahmen ein. Die Übergriffe Hans Adolfs waren Gegenstand von Prozessen vor dem Reichskammergericht in Speyer.
Gleichzeitig bekennt er selbst in einem Schreiben an den Kaiser, dass er seinen Verwandten, den Frankensteinern „nachgesetzt sei, wo immer er sie habe auftreiben können“, weil sie den Mörder ihres Bruders beherbergt hätten. Er versuchte seinem Onkel Philipp von Frankenstein zu schaden, wo immer es ging.
Als Hans Adolf seine Fehde gegen Philipp von Frankenstein auf die obere Bergstraße ausdehnte und damit kurpfälzisches Gebiet berührte, nahmen ihn Gefolgsleute des Burggrafen auf der Starkenburg am 19. August 1559 gefangen. Nach einjähriger Haft auf dem Mannheimer Schloss gelang ihm die Flucht auf speyrisches Gebiet, wo er jedoch vier Tage später am 26. September 1560 erneut gefangen genommen wurde. Daraufhin erklärte sich Hans Adolf von Wallbrunn gegenüber dem Bischof von Speyer bereit, sich für einen Prozess zur Verfügung zu halten. Kurpfalz knüpfte an seine Freilassung jedoch die Bedingung, dass seine Verwandten ihn in einer Art Sicherungsverwahrung halten sollten. Da seine Verwandten dieses Risiko jedoch nicht eingehen wollten, sondern stattdessen die Auslieferung von Hans Adolf an Kurpfalz zustimmten, brach Hans Adolf seinen Eid gegenüber dem Bischof von Speyer und schrieb ein Bittgesuch an Kaiser Ferdinand I. ihn von seinen Eiden gegenüber dem Bischof zu lösen. Ferner hoffte Hans Adolf auf einen Geleitbrief Ferdinands, der ihn vor Verhaftung schützen und ihm Bewegungsfreiheit ermöglichen sollte.
Ferdinand I. setzte eine Kommission ein, die seinen Fall untersuchen sollte und verlangte von den Fürsten Auskunft über die Hintergründe der Wegnahme der Lehen und Güter und der Verhaftung.
Im Dezember 1565 nahm Hans Adolf Schloss Ernsthofen gewaltsam wieder in seinen Besitz. Ab 1558 hatte Landgraf Philipp von Hessen die Einnahmen aus Ernsthofen beschlagnahmen lassen, 1561 auf Bitten des Sprechers der übrigen Familie, Johann Heinrich von Wallbrunn, Domherr in Mainz, jedoch mit Ausnahme des Anteils von Hans Adolf seiner Mutter und den übrigen noch unmündigen Angehörigen wieder ausliefern lassen. Johann Heinrich hatte auf Schloss Ernsthofen nur einen Verwalter eingesetzt, den Hans Adolf im Dezember 1565 ebenso gewaltsam vertrieb wie den Rest seiner Familie.
Mauern und Wassergraben des Schlosses waren in guten Zustand, so dass Hans Adolf nun nur unter Einsatz erheblicher militärischer Mittel hätte gefangen genommen werden können.
Erst am 10. Januar 1569, belagerten Truppen von Georg I. von Hessen, Sohn des am 31. März 1567 verstorbenen Philipp des Großmütigen, das Schloss Ernsthofen. Als es den Truppen am 11. Januar gelang, das Schloss zu erobern, beging Hans Adolf Selbstmord.
Nach der Eroberung des Schlosses wurde den anderen Brüdern von Wallbrunn das Lehen wieder eingeräumt. Landgraf Georg ließ sich von ihnen das Öffnungsrecht an der Burg bestätigen. Außerdem hatten sie für die Kosten des kriegerischen Unternehmens aufzukommen. Am 27. Juli 1586 macht Georg von seinem Öffnungsrecht Gebrauch. Nach einer Jagd im Modaugebiet zieht er zum Schloss Ernsthofen und übernachtet dort.

### Der Niedergang im Dreißigjährigen Krieg und Verkauf des Schlosses
Von den 270 Einwohnern der fünf Dörfer vor dem Dreißigjährigen Krieg lebten 1641 noch ca. 50 Personen. Ernsthofen selbst war Menschenleer. Die Familie Wallbrunn verließ das Schloss und lebte für Jahre in ihrem Darmstädter Haus. Der Wiederaufbau nach dem Krieg begann sehr langsam, da es kaum jemanden gab, der die verwilderten Fluren wieder bebauen und die zerstörten Gebäude wieder errichten konnte. Die Herrschaft in Ernsthofen wird nach dem Krieg von Johann Adam von Wallbrunn (* 1629; † 1682) fortgesetzt. Dessen Kinder verkaufen am 1. Mai 1722 die Herrschaft mit Schloss Ernsthofen und den Dörfern Asbach, Ernsthofen, Hoxhol, Klein-Bieberau und Neutsch an Landgraf Ernst Ludwig von Hessen-Darmstadt. Am 28. Mai 1722 fand dann die Übergabe der Herrschaft und die Vereidigung der Untertanen auf den neuen Herren im Schloss Ernsthofen statt. Die im Mannesstamm 1723 mit Johann Rudolf (* 1661; † 1723) erloschene Linie der Freiherrn von Wallbrunn zu Ernsthofen geht über eine der Töchter, Sophia Charlotte (* 12. Dezember 1701), die im Jahre 1723 Karl Wilhelm von Wallbrunn zu Partenheim (* 1686; † 1767) heiratet, in der Linie ihrer rheinhessischen Verwandten auf.

## Die Linie der Herren von Wallbrunn zu Partenheim

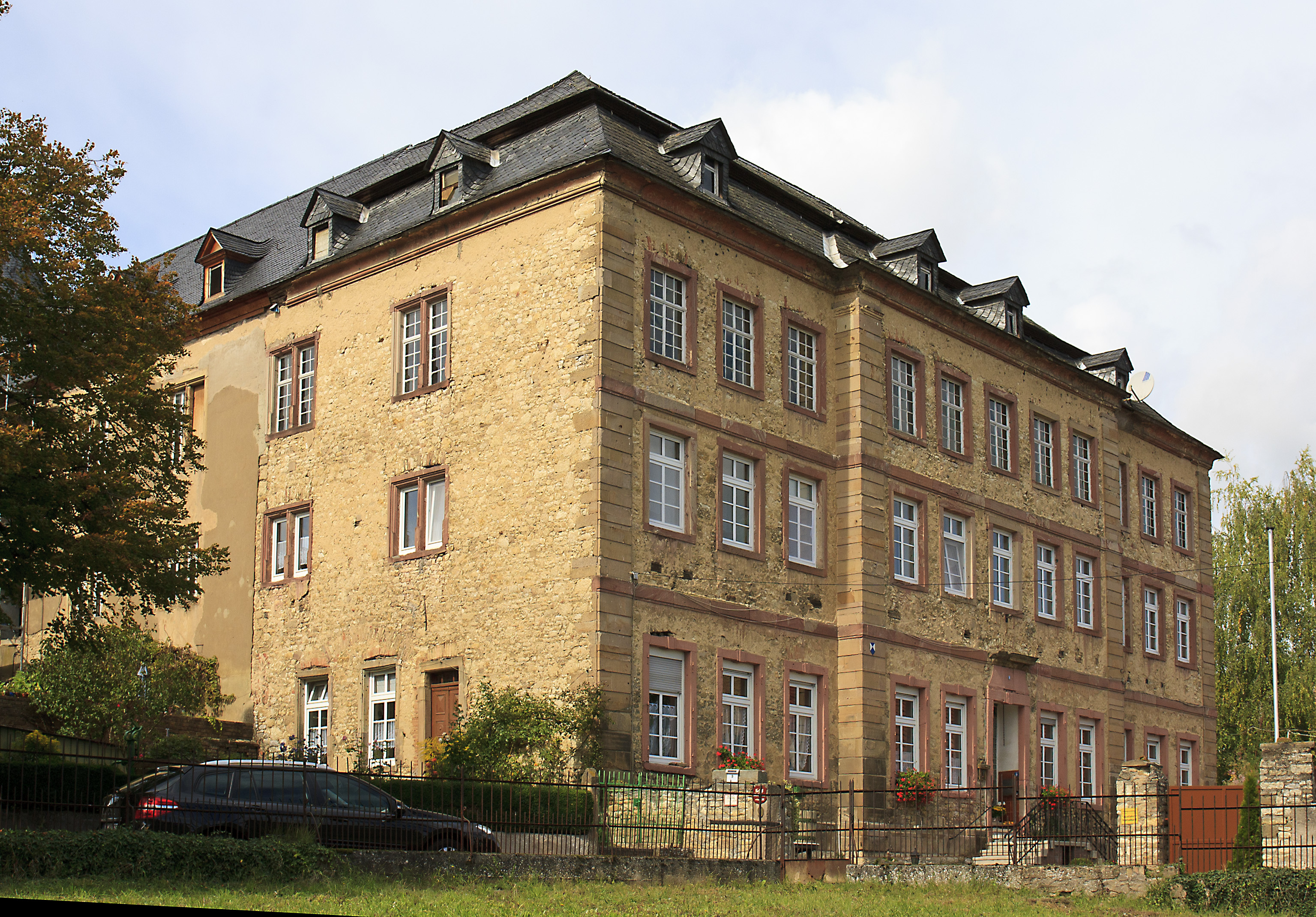
Das Wallbrunner Schloss in Partenheim

Im Jahre 1493 erwarb die Familie Wallbrunn größere Besitzrechte im Dorf Partenheim. Kuno von Wallbrunn, der dritte und an den weiteren Streitigkeiten und dem Brudermord von 1492 bis 1498 nicht mehr beteiligte Halbbruder, wurde Herr zu Partenheim und Neueglofsheim, verheiratet mit Margret Hündin von Saulheim, stand als Hauptmann bei Herzog Albrecht von Bayern in Diensten. Kuno von Wallbrunn zu Partenheim (* 1458; † 1522) ist der Stammvater einer der drei Linien, die sich im 15. Jhd. herausbilden. Die anderen beiden Linien sind die „von Wallbrunn zu Ernsthofen“ mit dem Stammvater Hans V. (* 1440; † 1498), die 1728 im Mannesstamm erlöschen bzw. über die Eheschließung einer Tochter mit Karl Wilhelm (* 1696; † 1767) im Jahre 1723 in der Linie derer „von Wallbrunn zu Partenheim“ aufgehen und die „von Wallbrunn zu Erbenheim“ mit dem Stammvater Karl VI. (* 1440; † 1486), welche 1573 mit dem Mainzer Domkantor Johann Heinrich von Wallbrunn, einem kath. Priester, im Mannesstamm erlöschen.
Der Name der Herren von Wallbrunn ging auch auf den Schlossbau über. Als Burg schon seit dem 13. Jahrhundert bestehend, wurde es mehrfach umgebaut und als Schlossgebäude ausgebaut. Ein dreigeschossiger Hauptflügel und der Rundturm auf der Rückseite zur spätgotischen Schlosskirche entstehen um 1600. 1689 muss das Schloss nach einem schweren Brand renoviert werden. Ein Verbindungsgang zur Schlosskirche wird angelegt.
1579 wurden sie zusammen mit der adligen Familie von Partenheim von Kurtrier mit dem Dorf belehnt. 1683 wurden sie mit weiteren Besitzungen im Ort belehnt. Bis 1800 waren die einzelnen Besitzungen auf zusammen rund 500 Morgen Land angewachsen.
Damit gehörten die Herren von Wallbrunn zur Rheinischen Ritterschaft und haben als Partenheimer Schlossherren die territoriale Entwicklung Rheinhessens entscheidend beeinflusst und mitgeprägt. Feste verwandtschaftliche Bindungen mit anderen Adelsfamilien, wie den Hund von Saulheim und den Wambolt von Umstadt festigten ihre Stellung, politisch wie wirtschaftlich, im mittleren rheinhessischen Gebiet. Ganerbenanteile in Mommenheim (1534 belegt), Bechtolsheim (1553), Schornsheim (1559) und in Nieder-Saulheim (1717) sind nachgewiesen. Außerdem erbten sie 1549 über den kinderlos verstorbenen Friedrich Steben von Einselthum, Sohn der Dorothea II., einer Schwester Kunos, dessen Besitzrechte in Gauersheim, die aber erst nach einem Prozess vor dem Reichskammergericht in Speyer ab 1555 ausgeübt werden konnten. Von 1614 bis in die napoleonische Zeit waren die Herren von Wallbrunn (Linie Partenheim) die alleinigen Ortsherren in Gauersheim.
Mit Franz Carl August Wolfgang stirbt 1785 der letzte Reichsfreiherr von Wallbrunn, der in Partenheim residiert. Am 7. Dezember 1832 stirbt auch seine Witwe, Christiane Eleonore von Wallbrunn, geb. Reichsfreiin von Hopfer, in Partenheim. Sie ist nicht wie andere Wallbrunner in der Kirche beigesetzt, sondern vor deren Westportal. Ihre Kinder Caroline Friederike und Friedrich versterben kinderlos, Karl, ein badischer Forstdirektor und Kammerherr, der in Karlsruhe wohnt, verkauft 1834 die Partenheimer Liegenschaften und pflanzt die noch heute blühende Linie der Freiherrn von Wallbrunn zu Partenheim fort.
Im Innern der Kirche ist das Grabmal Kunos, ein Wandepitaph für Hans Rheinhart von Wallbrunn († 1596) und ein Inschriftenepitaph für Ferdinand von Wallbrunn († 1770) zu finden.
Die Besatzungszeit im Gefolge der französischen Revolution überstanden sowohl die Wallbrunn als auch die Wambold von Umstadt beinahe schadlos, da sich beide mit der französischen Besatzung arrangierten. Karl, der letzte Freiherr von Wallbrunn aus der Linie Partenheim, der in Gauersheim residiert, ist bis zu seinem Tode 1805 sogar Maire (= Bürgermeister), als Gauersheim dem französischen Staatsgebiet einverleibt war. Ihre Besitzungen wie das Schloss und der Wambold'sche Hof wurden im Gegensatz zu vielen anderen Schlössern nicht verwüstet oder gar enteignet. Die Besitzrechte im Ort selbst erloschen jedoch, sofern diese nicht zivilrechtlich begründetes Privateigentum waren, sondern öffentlich-rechtlich im Sinne von dann erloschenen Hoheitsrechten oder Standesprivilegien. Erst im September 1834 verkaufte es das einzige überlebende Kind der letzten Schlossherrschaft, Karl, der als badischer Forstdirektor und Kammerherr in Karlsruhe lebte, an den Kaufmann Georg Dael. Dieser verkaufte 1835 das Schloss an drei Familien weiter, die das Gebäude unter sich real aufteilten.

## Standeserhebungen
Georg Christoph von Walbrunn, in Diensten Sachsen-Lauenburgs und später großherzoglich-toskanischer Hofmeister und Oberschenk, wurde am 16. Juli 1724 in den Böhmischen Freiherrenstand erhoben. 1726 erfolgte die Ausdehnung auf die gesamte Familie.

## Familienmitglieder
- Gustav Magnus von Wallbrunn (1702–1772), baden-durlachischer Landvogt für die Herrschaft Rötteln und die Landgrafschaft Sausenberg
- Karl Ernst Siegmund von Wallersbrunn (auch: Wallbrunn; 1749–1821), preußischer Generalmajor

## Wappen
Das Stammwappen zeigt in Blau drei (2:1) silberne Rauten. Auf dem Helm mit blau-silbernen Decken eine silberne Raute zwischen zwei jeweils mit einer silbernen Raute belegten Büffelhörnern.
Die benachbarten und möglicherweise verwandten Dynasten von Dornberg führten dasselbe Wappenschild mit vermutlich gleicher Tingierung.
Das Wappen der Wallbrunner findet sich in den Ortswappen der Gemeinden Partenheim, Gauersheim und Modautal, sowie indessen Ortsteil Ernsthofen wieder. Der Herzschild des Kreises Groß-Gerau zeigt dagegen das Wappen der Herren von Dornberg in der vermuteten Tingierung.

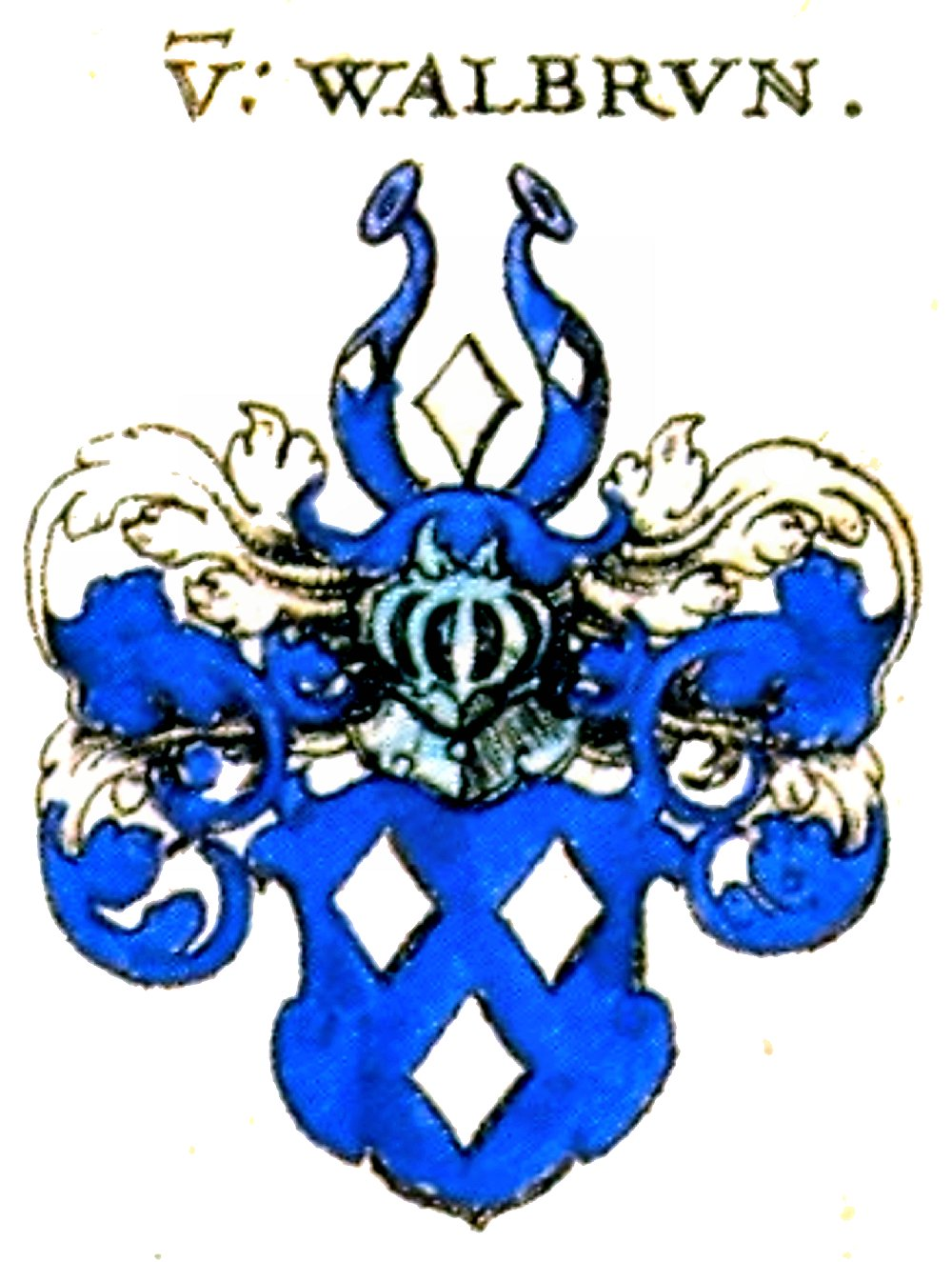
Wappen in Siebmachers Wappenbuch von 1605
Gemeindewappen von Partenheim
Gemeindewappen von Gauersheim
Gemeindewappen von Modautal
Wappen des Ortsteils Ernsthofen (Modautal)
Wappen von Eschollbrücken, Stadtteil von Pfungstadt